# Saleh Al-Sharabaty
Saleh Al-Sharabaty (en arabe : صالح صلاح الشرباتي), né le 12 septembre 1998 à Zarka, est un taekwondoïste jordanien évoluant dans la catégorie des poids welters (-80 kg).

## Carrière
Il a commencé à pratiquer le taekwondo à l'âge de sept ans au Jabal Amman Center. Il est diplômé en marketing de l'Université des sciences appliquées d'Amman.
Il remporte la médaille de bronze dans la catégorie des poids welters aux Jeux asiatiques de 2018 à Jakarta, en Indonésie et le bronze également aux Jeux asiatiques des arts-martiaux en 2017. 
Il est médaillé d'argent des moins de 80 kg aux Jeux olympiques d'été de 2020 à Tokyo après s'être incliné en finale face au Russe Maksim Khramtsov.
Il est nommé porte-drapeau de la délégation de Jordanie aux Jeux olympiques d'été de 2024 en compagnie de la taekwondoïste Rama Abu Al-Rub,.